# Ludger Beerbaum
Ludger Beerbaum (Detmold, 26 de Agosto de 1963) é um cavaleiro alemão que compete em provas de saltos, campeão olimpico . Um irmão dele, Markus Beerbaum, e a sua cunhada Meredith Michaels-Beerbaum também são cavaleiros.

## Carreira
O alemão começou a montar quando tinha 8 anos. Já esteve várias vezes no primeiro lugar do ranking da Federação Equestre Internacional.

### Atenas 2004
Nos Jogos Olímpicos de Atenas no ano de 2004, o cavalo de Beerbaum foi apanhado sobre o efeito de doping, o que levou a desqualificação do mesmo da prova. Beerbaum que havia conseguido vencer a medalha de ouro por equipas viu a sua quinta medalha de ouro ser retirada pelo Comité Olímpico Internacional.

### Rio 2016
Ele por equipes conquistou a medalha de bronze montando Casello, ao lado de Christian Ahlmann Meredith Michaels-Beerbaum e Daniel Deusser.

## Títulos

### Jogos Olímpicos

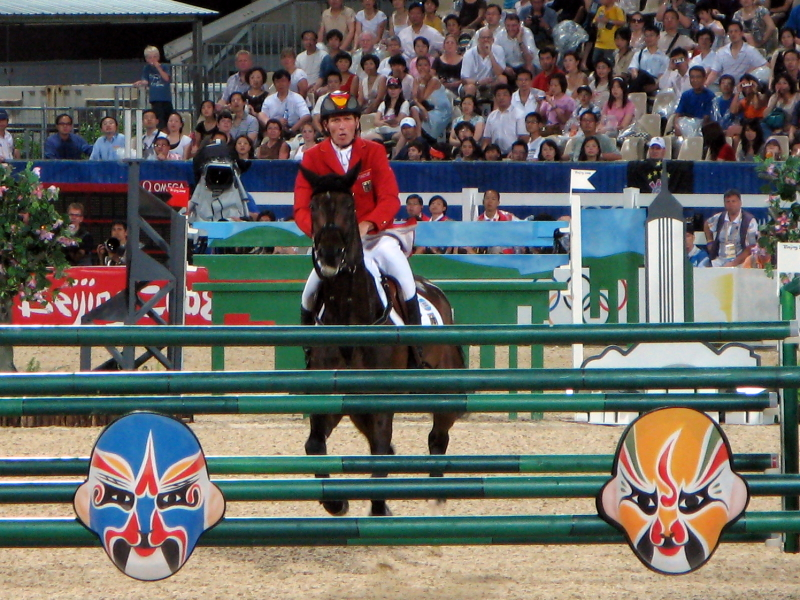
Beerbaum durante os Jogos Olímpicos de 2008.

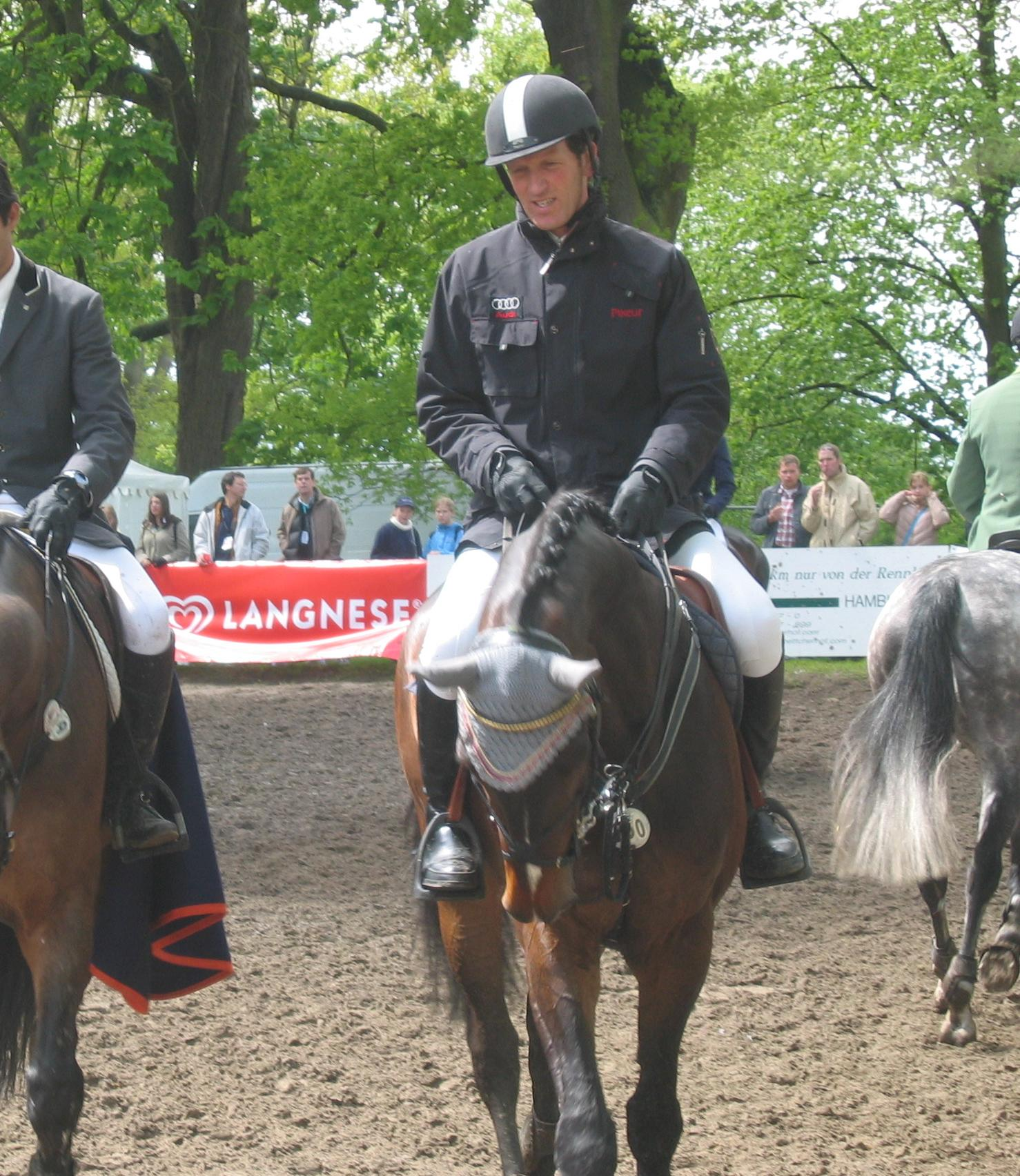
Beerbaum montando Enorm.

- 6 participações (1988–2008) com 4 medalhas:
  - Seul 1988 - medalha de ouro por equipas com o cavalo The Freak
  - Barcelona 1992 - medalha de ouro individual, montando Classic Touch
  - Atlanta 1996 - medalha de ouro por equipas com Ratina Z
  - Sydney 2000 - medalha de ouro por equipas com Goldfever

Jogos Equestres Mundiais
- 5 participações (1990–2006) com 3 medalhas:
  - Haia 1994 - medalha de ouro por equipas com o cavalo Ratina Z
  - Roma 1998 - medalha de ouro por equipas com Priamos
  - Aachen 2006 - medalha de bronze por equipas com L'Espoir Z

Campeonato da Europa
- 9 participações (1984–2007) com 11 medalhas:
  - Cervia 1984 (Jovens Cavaleiros) - medalha de bronze individual e por equipas, montando Wittersfernde
  - Mannheim 1997 - medalha de ouro individual e por equipas com Ratina Z
  - Hickstead 1999 - medalha de ouro por equipas, montando Champion du Lys
  - Arnhem 2001 - medalha de ouro individual e de bronze por equipas com o cavalo Gladdys S
  - Donaueschingen 2003 - medalha de prata individual e de ouro por equipas com Goldfever
  - Mannheim 2007 - medalha de bronze individual e de prata por equipa, mais uma vez com Goldfever

Taça do Mundo
- 16 participações (1988–2007) com 3 medalhas:
  - Gotemburgo 1993 - medalha de ouro, montando Ratina Z
  - Helsinquia 1998 - medalha de bronze com Priamos
  - Leipzig 2002 - medalha de prata com Gladdys S

Campeonato Nacional da Alemanha
- Campeão 8 vezes (1988, 1992, 1993, 1997, 1998, 2000, 2001 e 2004)
- Vice-campeão 3 vezes (1995, 2002 e 2006)
- 3º colocado 1 vez (1987)